# Сьвенте-Ляскі
Сьвенте-Ляскі (пол. Święte Laski) — село в Польщі, у гміні Макув Скерневицького повіту Лодзинського воєводства.
Населення — 223 особи (2011).
У 1975-1998 роках село належало до Скерневицького воєводства.

## Демографія
Демографічна структура станом на 31 березня 2011 року:
|          | Загалом | Допрацездатний вік | Працездатний вік | Постпрацездатний вік |
| -------- | ------- | ------------------ | ---------------- | -------------------- |
| Чоловіки | 100     | 24                 | 65               | 11                   |
| Жінки    | 123     | 32                 | 60               | 31                   |
| Разом    | 223     | 56                 | 125              | 42                   |